# Eva Kittelmann
Eva Kittelmann (* 15. Oktober 1932 in Wien) ist eine österreichische Schriftstellerin. Sie ist besonders für ihre Lyrik bekannt.

## Leben
Eva Kittelmann lebt nach wie vor in ihrem Geburtsort Wien. Sie besuchte ein humanistisches Gymnasium. Von 1950 bis 1952 absolvierte sie eine Buchhandelslehre. Sie nahm Studien der Publizistik und Theaterwissenschaften auf. An der Wiener Katholischen Akademie verfolgte sie zusätzlich theologische Studien. Von 1955 bis 1957 erhielt sie bei Professor Heinrich Kraus eine Schauspiel- und Rhetorik-Ausbildung bis zur Bühnenreife. Ihre berufliche Laufbahn baute auf ihrer Ausbildung zur Buchhändlerin auf. Kittelmann war bis 1992 im Verlagswesen tätig. Sie hatte dort bis zum Ende ihrer Karriere die Positionen einer Lektorin, Verlagsleiterin und Konsulentin inne.
Obwohl Kittelmann bereits als Jugendliche literarisch tätig war, trat sie erst im Ruhestand mit ihren Werken an die Öffentlichkeit.

## Literarisches Wirken
Eva Kittelmann verfasst Romane, Lyrik und Essays. Zudem ist sie als Übersetzerin in den Sprachen Englisch, Französisch und Italienisch tätig.
Bevor Eva Kittelmann 1993 mit ihrem ersten Lyrikband „Atrium tanzender Stille“ ihr öffentliches Debüt hatte, gab sie 1987 einen Privatdruck für Freunde namens Aus einem Stundenbuch in nummerierter Auflage heraus. Es folgten in den nächsten Jahren ungefähr 40 weitere dieser Almanache zu bestimmten Themen. Eine 16-seitige Analyse ihres Werks von Maria-Dolores Raich-Ulan im Jahr 1990 in Cuadernos de Cultura, Barcelona motivierte sie zu weiterer Beschäftigung mit Lyrik.
Bekannt ist Eva Kittelmann besonders für ihre Quadratur-Edition. Sie bezieht sich auf den Satz der Quadratur des Kreises. Die Bücher der Edition sind von quadratischem Format; ebenso sind die Texte quadratisch angeordnet. Die Bücher wirken daher nach allen vier Seiten gleich offen. Die Autorin hat diverse Texte, die sie über lange Zeit gesammelt hat, in den Editionen nach Denkzugängen neu geordnet. Von 2012 bis 2022 wurden nach diesem Vorgehen sieben Bücher veröffentlicht, die unter verschiedenen Leitgedanken stehen: Die Quadratur der Verse (2012), der Texte (2014), der Legenden (2017), der Sinne (2019), des Denkens (2020), der Szenen (2021) und Die Quadratur der Stunden (2022). Allen Büchern hat die Autorin die Anmerkung „lyrische Sequenzen“ beigefügt. Nach Helmuth Schönauer  vom Tiroler Bildungsservice verweist dies auf die poetische Emotionalität der Textquadrate oder „sollen einen ins Auge gefassten Augenblick zu einem poetischen Wimpernschlag verhelfen“.

## Rezeption
Gottfried Pixner rezensierte das Buch Die Quadratur des Denkens für den Österreichischen Schriftsteller/innenverband.
Für ihn folgt das Buch einem Textausschnitt des Buchbeitrags  „Denken“,  der von ihm zitiert wird: … „wir können das Denken gar nicht mehr verlernen, ihm stündlich ausgesetzt & ausgeliefert. Wir sitzen mitten drin. Kann sein, dass fern ein Endpunkt der Gedanken, unendlicher Gedankenreihen, jetzt nah erscheint (oder auch nicht). Denken ist Licht, ist Einsicht und Bemessen …“
Er vergleicht die analytische Durchdringung, Formung und Umformung der Reflexionen über das Denken mit der Vorgehensweise der antiken Philosophen, wobei jedoch die  „bildhaft-dichte Prosa“ der Autorin die der antiken Denker oft übertrifft.
Die Autorin befasst sich in den Texten mit der Schönheit und den damit verbundenen Abgründen des Menschen inmitten seiner zum Teil prächtigen, zum Teil  monströsen Welt. Bei Beiträgen zum Phänomen der Künste merkt man der Autorin an, dass sie über detaillierte Kenntnisse zur Geistes- und Kulturgeschichte verfügt. Dies führt laut Pixner zu gedanklichen Verknüpfungen,  die an ein literarisches „Exerzierfeld ungewöhnlicher Assoziationen“ erinnern lassen.

## Verbindung zu Fachgesellschaften
Eva Kittelmann ist Mitglied im Österreichischen Schriftsteller/innenverband, der Gesellschaft der Lyrikfreunde, der Erika-Mitterer-Gesellschaft, dem Verband der Geistig Schaffenden und Autoren, der Kulturgemeinschaft „Der Kreis“, dem Verband katholischer Schriftsteller Österreichs und dem Literaturkreis Podium. Zudem ist/war sie Beirat und Projektleiterin für Poetik der Plattform Bibliotheksinitiativen Wien. Den Verband katholischer Schriftsteller Österreichs vertrat sie von 2013 bis 2021 als Präsidentin.

## Auszeichnungen
- 2002 Wilhelm-Szabo-Lyrikpreis[10]

- 2003 Zauberg-Lyrikpreis[3]

- 2010 Jurorenpreis der Gesellschaft der Lyrikfreunde[2]

## Publikationen (Auswahl)
- Atrium tanzender Stille. Ed. L., Hockenheim 1993. ISBN 978-3-927932-98-2
- Eva Kittelmann: ausgewählte Gedichte. Podium, Wien 2012,. ISBN 978-3-902054-99-9
- Die Quadratur der Verse. Verlag Bibliothek der Provinz, Weitra 2012. ISBN 978-3-99028-164-2
- Ergründungen : Gedankenlyrik : "Um in den Fragen zu bleiben". Edition Doppelpunkt in der Erika Mitterer Gesellschaft, Wien 2017, ISBN 978-3-85273-210-7
- Die Quadratur des Denkens. Verlagshaus Hernals, Wien 2020. ISBN 978-3-902975-82-9
- Die Quadratur der Szenen. Verlagshaus Hernals, Wien 2021. ISBN 978-3-903442-08-5
- Die Quadratur der Stunden. Verlagshaus Hernals, Wien 2022. ISBN 978-3-903442-26-9

## Belege
1. ↑  Eva Kittelmann | Bücher | Person. ISBN.de, abgerufen am 19. Februar 2025.
2. 1 2 3 4 5  Eva Kittelmann. Podium, abgerufen am 19. Februar 2025 (deutsch).
3. 1 2 3  Kürschners Deutscher Literatur-Kalender. 74. Jahrgang 2024/2025. De Gruyter, 2025.
4. 1 2  Eva M. Kittelmann – verlagshaus hernals | wien. Abgerufen am 22. Februar 2025.
5. 1 2  Eva Kittelmann, Die Quadratur des Denkens | Lesen in Tirol. Abgerufen am 28. Februar 2025.
6. ↑  Katalog der Deutschen Nationalbibliothek. Abgerufen am 28. Februar 2025.
7. ↑  Gottfried Pixner: Die Quadratur des Denkens - Österreichischer Schriftsteller/innenverband. Abgerufen am 5. Mai 2025.
8. ↑  AUFTRAG. Verband katholischer Schriftsteller Österreichs, abgerufen am 20. Februar 2025.
9. ↑  Autor: Eva Kittelmann. Verlag Bibliothek der Provinz, abgerufen am 20. Februar 2025.
10. ↑  2002 Wilhelm Szabo-Lyrik-Wettbewerb - Österreichischer Schriftsteller/innenverband. Abgerufen am 22. Februar 2025.

| Personendaten    | Personendaten                    |
| ---------------- | -------------------------------- |
| NAME             | Kittelmann, Eva                  |
| KURZBESCHREIBUNG | österreichische Schriftstellerin |
| GEBURTSDATUM     | 15. Oktober 1932                 |
| GEBURTSORT       | Wien                             |